# Bosquerós (Campmany)
Bosquerós (o també amb l'ortografia incorrecta Buscarós) és un veïnat del municipi altempordanès de Campmany. Està situat prop del cim de la Serra de Bosquerós (215 m.).
Un diploma de l'any 844 esmenta un Buscarolas en aquesta comarca, però Coromines en l'Onomasticon Cataloniae manifesta reserves a que es tracti d'un antecedent de Bosquerós. El 1842 hi havia tres cases que es dedicaven a la fabricació de taps de suro.
Cap al primer terç del Segle XIX, fins al 1846, Bosquerós havia estat un ens local amb ajuntament, any en el qual va ser incorporat al terme de Capmany, per la política de reducció del número de municipis amb població molt petita.
L'any 2005 Bosquerós tenia vuit habitants i l'any 2007 n'eren dotze. El 2021 en tenia deu.